# Monumentul lui Dinicu Golescu din București
Monumentul lui Dinicu Golescu din București, ridicat în 1908, este opera sculptorului Wladimir Hegel în colaborare cu sculptorii Carol Storck și Dimitrie Mirea. Monumentul se află la intersecția bulevardului Dinicu Golescu și a străzii Mircea Vulcănescu (fostă Ștefan Furtună). Monumentul este clasat ca monument de importanță B, Cod LMI:  B-III-m-B-19989

## Descriere
Monumentul îl reprezintă pe Dinicu Golescu (1777-1830) și pe cei patru fii ai săi, Ștefan Golescu (1809-1874), Nicolae Golescu (1810-1877), Radu Golescu (1814-1882) și Alexandru C. Golescu (1818-1873). La ridicarea monumentului, Wladimir Hegel a sculptat statuia lui Dinicu Golescu și a colaborat cu sculptorii Carol Storck și Dimitrie D. Mirea pentru busturile fiilor acestuia.
Trebuie remarcat faptul că 2 dintre fiii săi au ocupat postul de prim ministru al României, în diferite momente:

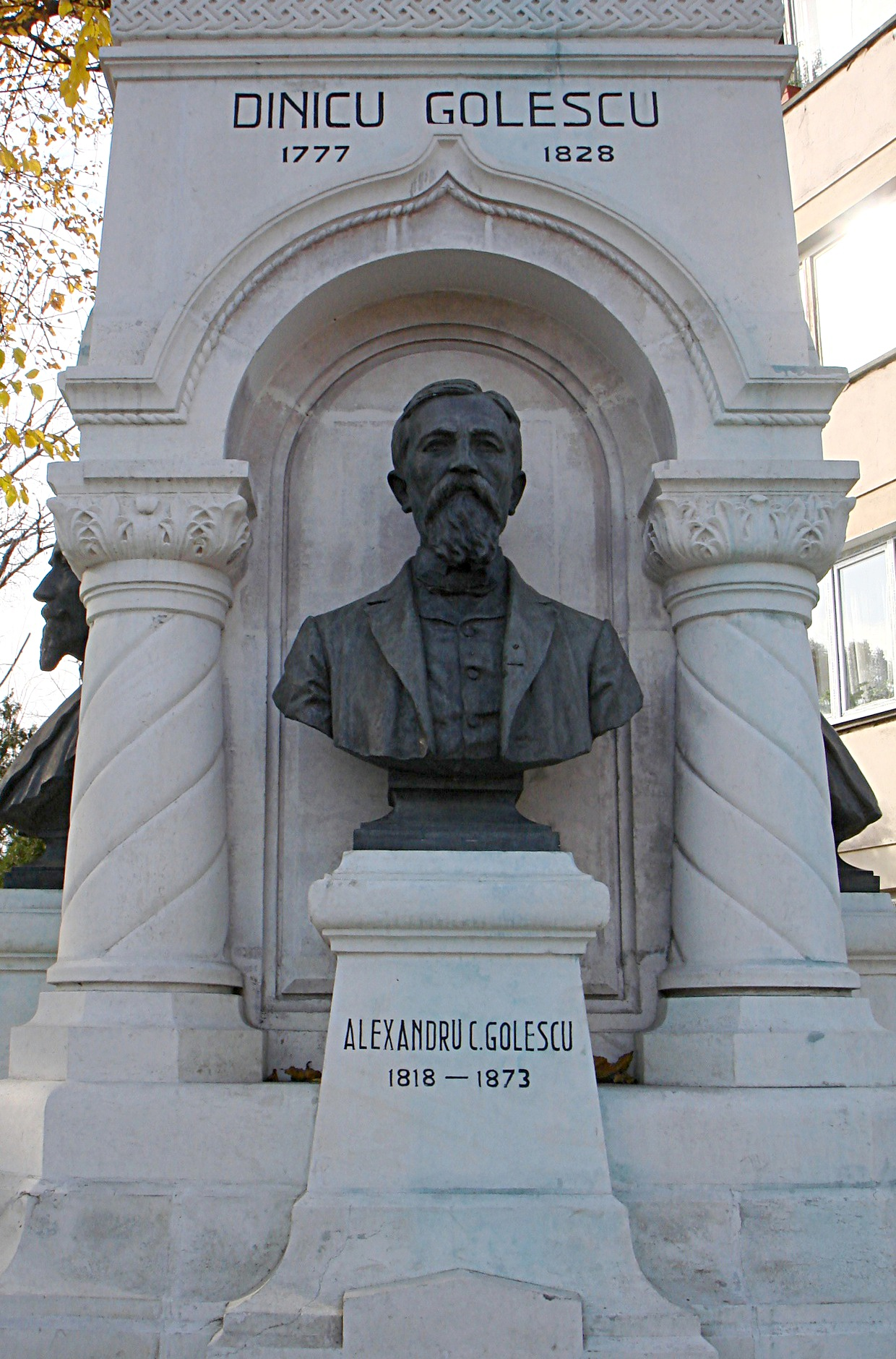
Ștefan Golescu (1809 - 27 august 1874) a fost militar și om politic, a participat la Revoluția din 1848 și a fost prim ministru al României între 1867 și 1868.
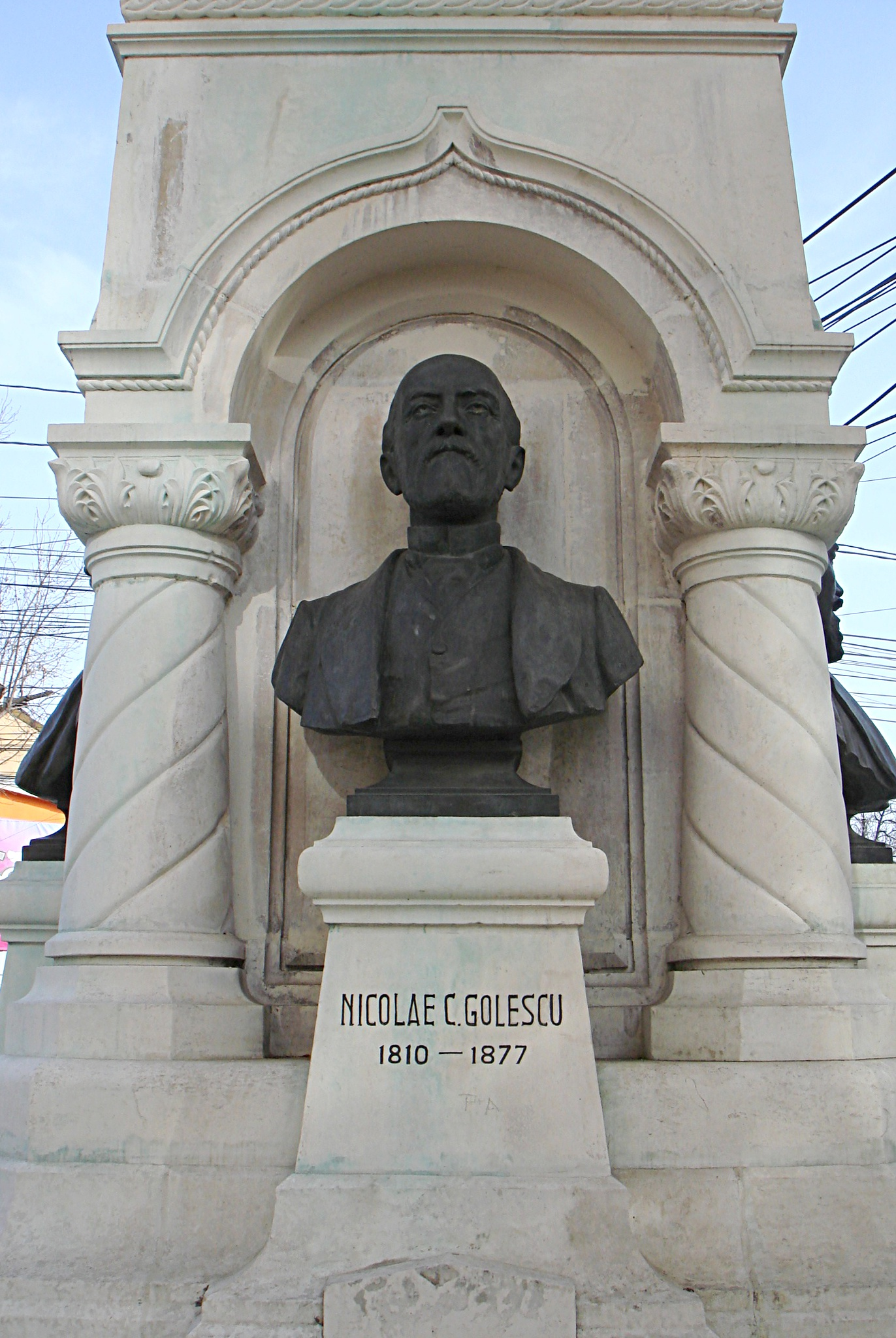
Nicolae Constantin Golescu (1810 - 10 decembrie 1877) a fost prim-ministru al României în două mandate, în anii 1868 și 1870.
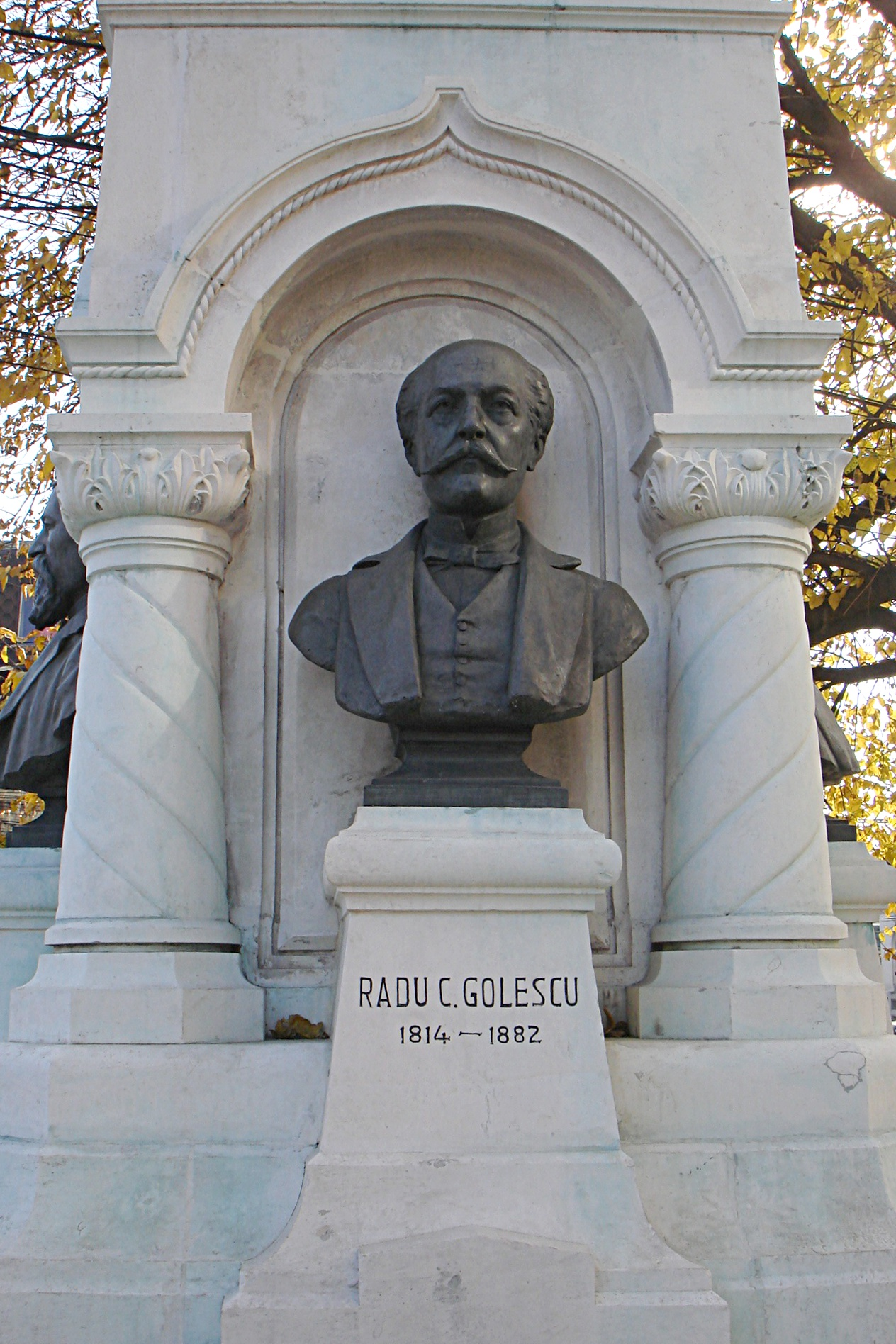
Alexandru C. Golescu mai cunoscut ca Albu.
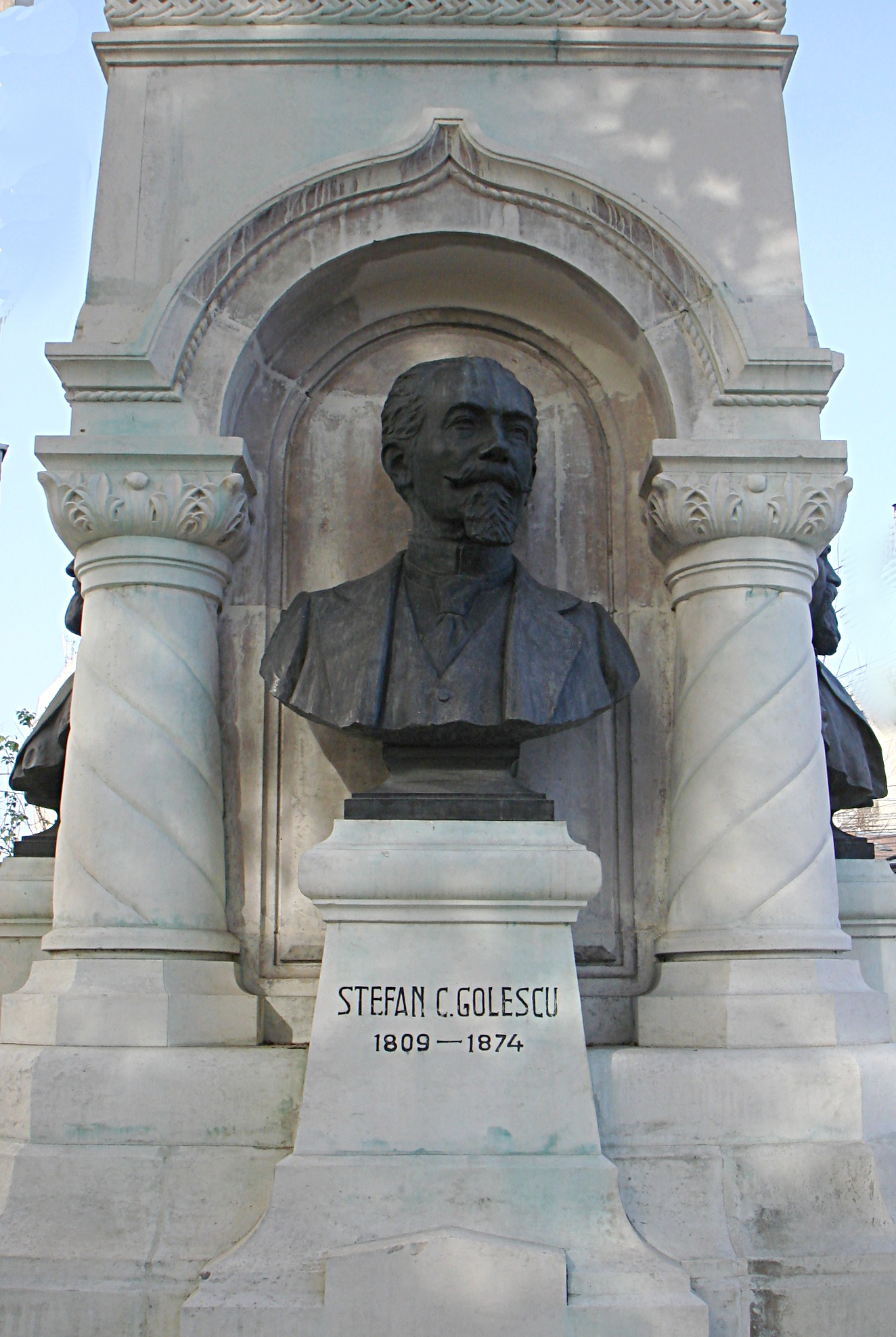
Radu Golescu, cel de al patrulea fiu, a fost ofițer al armatei române și nu s-a implicat în politică.
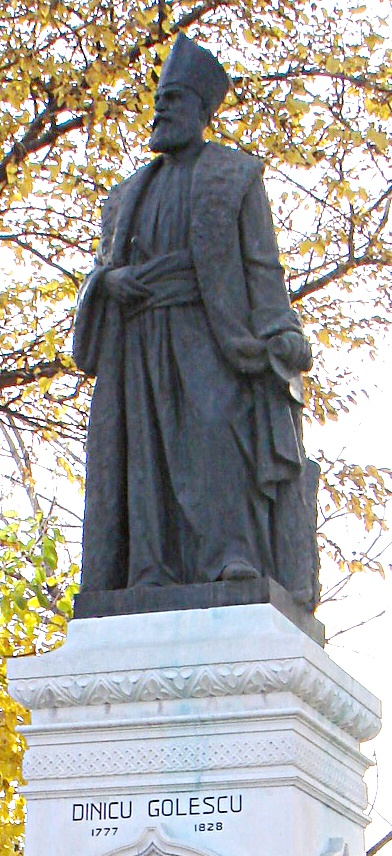
Dinicu Golescu detaliu

Monumentul Goleștilor este una din ultimele sculpturi monumentale realizate de Wladimir Hegel, o „lucrare de bătrânețe”, cum o numesc unii exegeți. Statuia lui Dinicu Golescu se află în apropiere de Spitalul Militar Central și de Muzeul Militar Național.